# Шепотько Людмила Олександрівна
Людми́ла Олекса́ндрівна Шепо́тько (нар. 5 травня 1932, Терни Сумської області — пом. 17 вересня 2003, Київ) — українська вчена-економістка, фахівчиня в галузі аграрної економіки, доктор економічних наук (1976), професор (1983), заслужений діяч науки і техніки України (1993), завідувачка відділу Інституту економіки АН УРСР.

## Життєпис
Народилась 5 травня 1932 року в Тернах Сумської області в родині вчителів.
Закінчила Київський університет імені Т. Г. Шевченка, викладала кілька років у Львівському технікумі харчової промисловості.
З 1961 року працювала в Інституті економіки АН УРСР.
1965 року захистила кандидатську дисертацію.
1974—1977 — завідувач відділу аграрних проблем соціалізму, досліджувала теоретико-методологічні та прикладні аспекти розширеного відтворення у сільському господарстві. З ініціативи Людмили Олександрівни у цьому відділі була створена дослідницька група.
1976 року стала доктором економічних наук.
1977 року в Інституті економіки АН УРСР був створений новий сектор «соціально-економічних проблем розвитку села та підвищення ефективності сільськогосподарського виробництва», виконуючим обов'язки завідувача якого стала Л. О. Шепотько. Згодом сектор було перетворено на відділ, який Людмила Олександрівна очолювала до 1998 року.
З 1983 року — професор.
Л. О. Шепотько започаткувала новий напрям української аграрно-економічної науки — дослідження проблем сільського розвитку.

## Праці
- Держава не виживе без селянина. Нові підходи: аграрній реформі — стратегічну спрямованість, радикальність і професіоналізм / П. І. Гайдуцький, О. М. Онищенко, П. Т. Саблук, Л. О. Шепотько, В. В. Юрчишин // Селянська біржа. — 1994. — № 12. — С. 3.
- Продуктивні сили села — основа його відродження і прогреса / І. І. Лукінов, Л. О. Шепотько // Економіка України. — 1993. — № 3. — С. 3-12.
- Добровільний вибір селянина / Л. О. Шепотько // Віче. — 1995. — № 3. — С. 94 — 103.
- Сільське житлове будівництво / Л. О. Шепотько, І. В. Прокопа, Ю. А. Косенко. — К.: Урожай, 1988.
- Українське село: проблеми і перспективи / Л. О. Шепотько, І. В. Прокопа, Д. Ф. Крисанов та ін. — К.: Урожай, 1991.
- Капитальные вложения в социальную инфраструктуру села / Л. А. Шепотько, И. В. Прокопа, В. Я. Плонский. — М.: Экономика, 1983.(рос.)
- Сближение социально-экономического развития города и села / Л. А. Шепотько, И. В. Прокопа, В. Я. Плонский, Н. М. Скурская. — К.: Наукова думка, 1981.(рос.)

Друкувалася в багатьох газетах та журналах, зокрема в таких як «Економіка України», «Сільські вісті», «Селянська біржа», «Голос України», виступала на телебаченні.